# Dušan Simović
Dušan Simović (cyr. Душан Симовић, ur. 11 września 1882 w Kragujevacu, zm. 26 sierpnia 1962 w Belgradzie) – jugosłowiański wojskowy, polityk, dziennikarz i mąż stanu narodowości serbskiej, generał armii, dowódca sił powietrznych (1936–1938), szef Sztabu Generalnego (1938–1940), po dołączeniu Jugosławii do Osi dokonał puczu i mianował się premierem decydując się na sojusz z aliantami, co sprowokowało inwazję na kraj. Po klęsce obrony stanął na czele rządu na uchodźctwie w Londynie. Uczestnik I i II wojny bałkańskiej oraz I i II wojny światowej.

## Życiorys
Był uczestnikiem wojen bałkańskich oraz I wojny światowej. Od 1936 do 1938 stał na czele jugosłowiańskich sił powietrznych, a następnie objął obowiązki szefa Sztabu Generalnego (1938-1940). Był zwolennikiem zawarcia ze Związkiem Radzieckim paktu o przyjaźni i pomocy. 27 marca 1941, dwa dni po przystąpieniu Jugosławii do Paktu Trzech, dokonał wojskowego zamachu stanu, zważywszy że już obietnicę przyłączenia Jugosławii do wspomnianego paktu uznano za skandal. Obalił prohitlerowski reżim Cvetkovicia i objął stanowisko premiera, co spowodowało, że reżim III Rzeszy zadecydował o zbrojnym ataku i podboju Jugosławii. Po kapitulacji armii jugosłowiańskiej, 17 kwietnia 1941 udał się na emigrację do Londynu.
Na uchodźstwie był premierem do 1942. W 1945 wrócił do Jugosławii, gdzie prowadził działalność publicystyczną.